# نادي ستيرلينغ ألبيون
نادي ستيرلينغ ألبيون (بالإنجليزية: Stirling Albion F.C.)‏ هو نادي كرة قدم بريطاني تأسس في 1945 ، يقع مقره الرئيسي في إستيرلينغ، ويلعب في دوري كرة القدم الاسكتلندي الدرجة الثالثة ‏.

## وصلات خارجية
- الموقع الرسمي